# Gubernatorstwo Manuba
Gubernatorstwo Manuba (arab. ولاية منوبة, fr. Gouvernorat de la Manouba) – jest jednym z 24 gubernatorstw w Tunezji, znajdujące się w północno-wschodniej części kraju.